# Wycliffe Bible Translators
Wycliffe Bible Translators és una organització sense ànim de lucre dedicada a traduir la Bíblia a tota llengua viva en el món, especialment per a cultures amb una petita influència cristiana. Wycliffe va ser fundada en l'any 1942 per William Cameron Townsend. Actualment hi ha branques en 50 països. L'organització porta el nom de John Wycliffe, la primera persona a iniciar una traducció de tota la Bíblia a l'anglès mitjà.

## Filosofia i mètodes
Wycliffe basa la seva filosofia en el protestantisme de Townsend que contempla l'expansió intercultural i multillingüística del cristianisme com manament diví. Aquest tipus de protestantisme s'adhereix al principi de sola scriptura i té la Bíblia com la infalible paraula de Déu.
En una missió de Wycliffe, els treballadors de Wycliffe demanen permís al govern de la zona per a operar. Després que l'organització hagi rebut permís per a operar, diversos equips investiguen les població lingüístiques de la zona. Basant-se en aquestes dades, els equips són enviats a cada grup lingüístic.